# Osprey Reef
Koordinaten: 13° 54′ 29″ S, 146° 36′ 55″ O

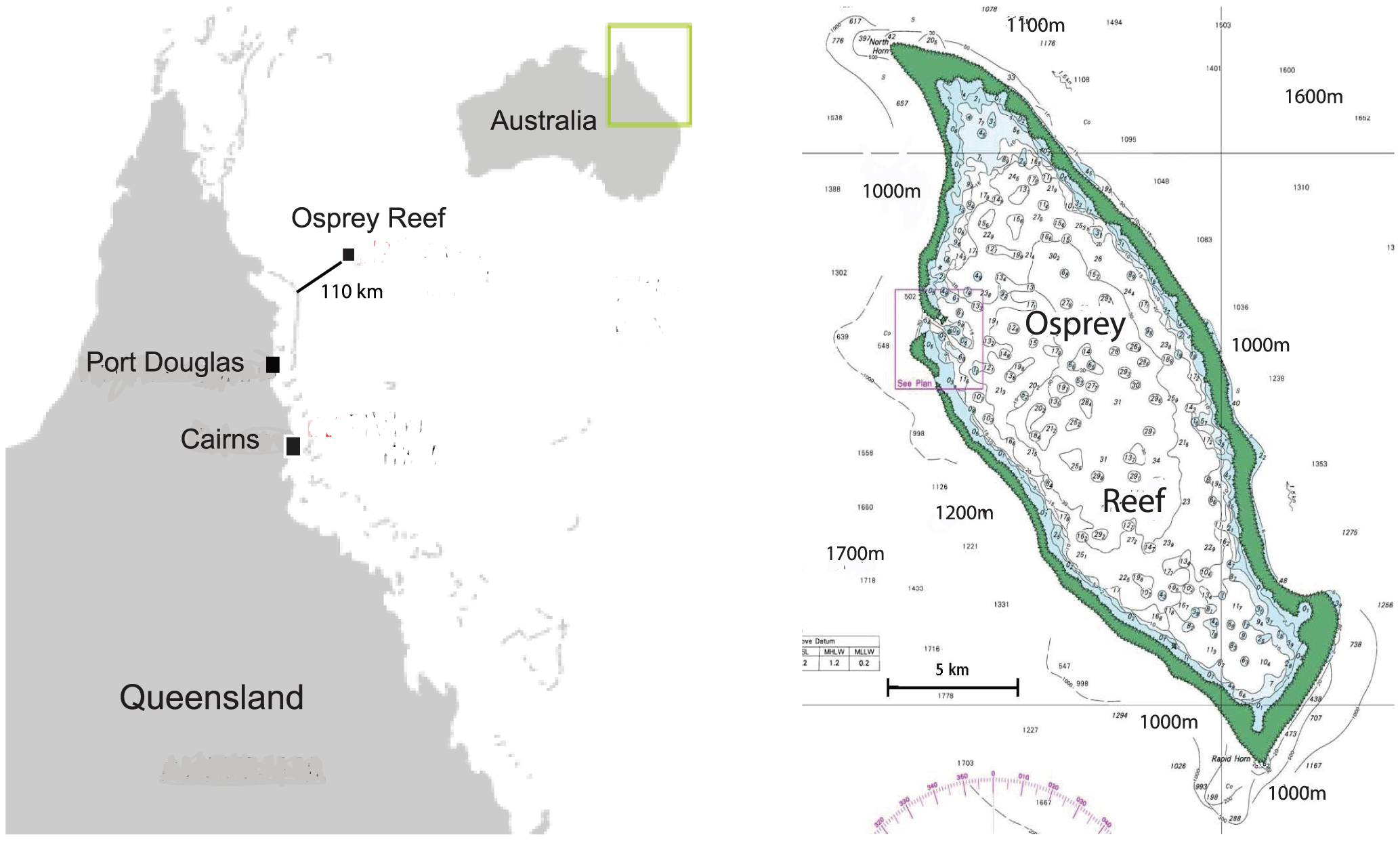
Lage des Osprey Reef

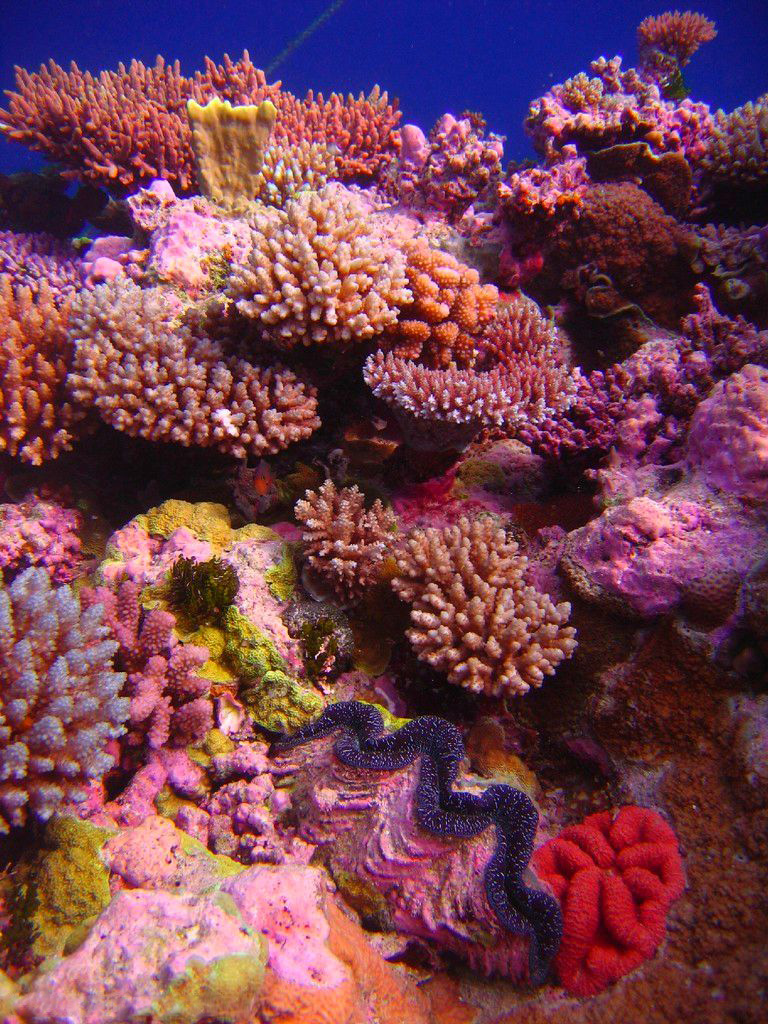
Korallengarten, aufgenommen am Raging Horn, Osprey Reef

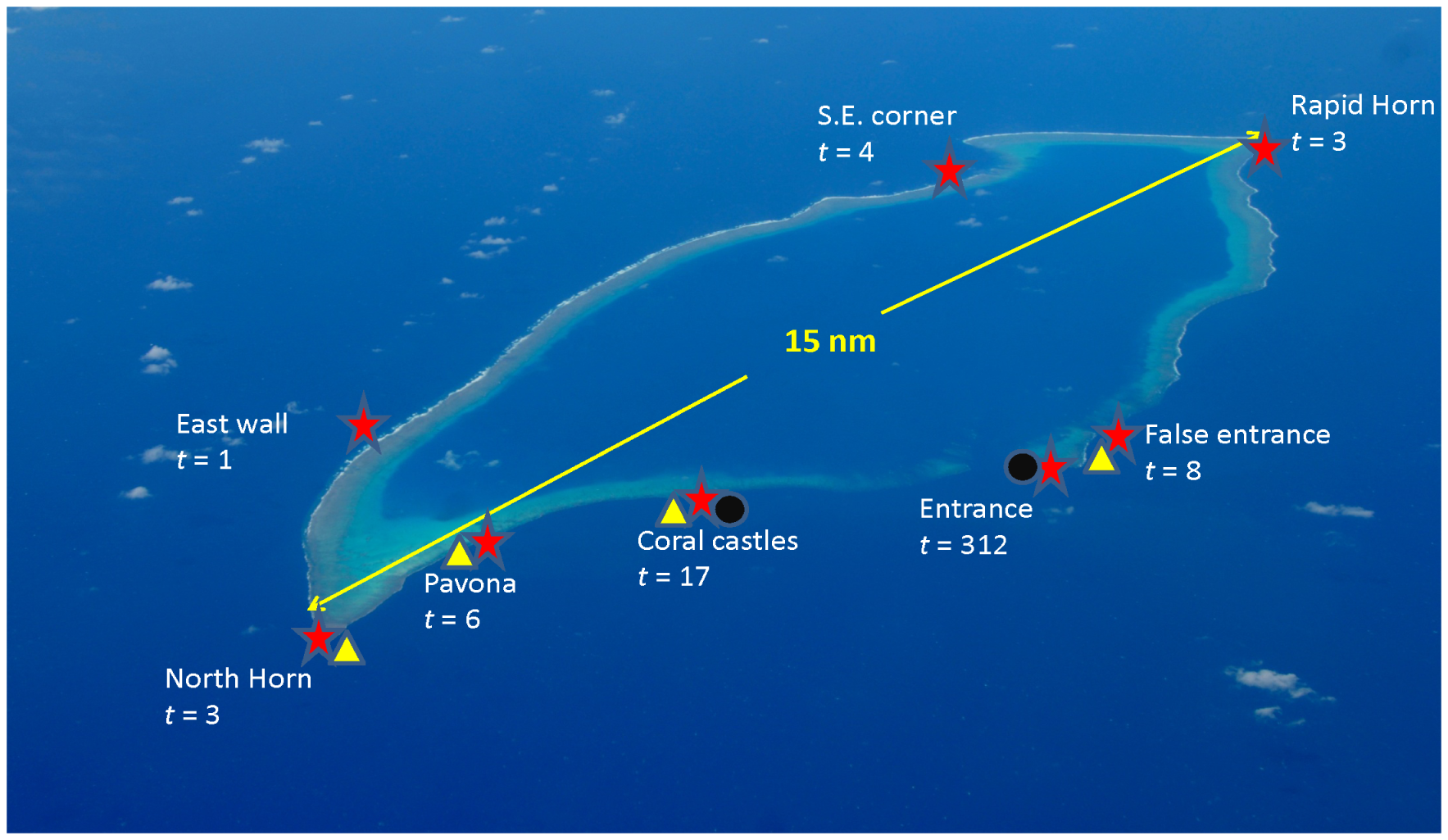
Luftaufnahme des Osprey Reef mit den Plätzen, an denen die Perlboot-Population erforscht wurde.

Das Osprey Reef (wörtlich übersetzt: „Fischadler-Riff“) ist ein unter der Wasseroberfläche liegendes Atoll vor der nordöstlichen Küste des australischen Bundesstaates Queensland. Es ist Teil der im Korallenmeer liegenden Northwestern Islands Group und liegt etwa 110 km vor dem Great Barrier Reef im offenen Meer.
Das Riff hat eine längliche, ovale Form. Es ist etwa 25 km lang, 12 km breit und hat eine Fläche von etwa 195 km²; der Umfang beträgt 69,5 km. Während die zentrale Lagune nur 30 m tief ist, fällt das Außenriff größtenteils senkrecht bis auf 2000 m ab. Diese Steilwände sind die Heimat einer Population Gemeiner Perlboote (Nautilus pompilius), die durch über 100 km Freiwasser von anderen Populationen getrennt ist. Eine der weltweit kleinsten Fischarten, Schindleria brevipinguis, wurde 2004 im Osprey Reef entdeckt und wissenschaftlich beschrieben.
Das Osprey Reef steht unter australischer Verwaltung und liegt in einem Meeresschutzgebiet. Die Anzahl der Schiffe, die das Riff besuchen dürfen, ist auf eine kleine Anzahl beschränkt, weshalb es wöchentlich nur eine Handvoll Tauchsafari-Boote gibt, die Touristen zum Osprey Reef bringen dürfen.